# لن استیل
لن استیل (انگلیسی: Len Astill; ۳۰ دسامبر ۱۹۱۶– ۲۵ مارس ۱۹۹۰) بازیکن فوتبال اهل بریتانیا بود.
از باشگاه‌هایی که در آن بازی کرده‌است می‌توان به باشگاه فوتبال ولورهمپتون واندررز، باشگاه فوتبال ایپسویچ تاون، باشگاه فوتبال بلکبرن روورز، و باشگاه فوتبال کولچستر یونایتد اشاره کرد.